# Luke Kibet
Luke Kibet, född 12 april 1983, är en kenyansk friidrottare som tävlar i maraton. 
Kibets började sin karriär som hinderlöpare men specialiserade sig senare på de längre distanserna och då främst maraton. Det personliga rekordet på maraton kom 2005 i Eindhoven då han noterade 2:08,52.
Vid Kibets första mästerskap VM 2007 vann han maratonloppet på 2:15,59.
Nyårsdagen 2008 överlevde Kibet en massaker, i en kyrka i staden Eldoret i västra Kenya, dit han och många andra sökt sin tillflykt undan en uppretad mobb.